# شركة الأهواء للتأجير
شركة الأهواء للتأجير ( ALC ) هي شركة أمريكية لتأجير الطائرات تأسست في عام 2010 ويرأسها ستيفن إف أودفار-هازي .  تقوم الشركة بشراء طائرات تجارية جديدة من خلال الطلبات المباشرة من بوينج وأيرباص وإمبراير وأيه تي أر ، وتقوم بتأجيرها لعملائها من شركات الطيران في جميع أنحاء العالم من خلال تأجير وتمويل الطائرات المتخصصة.
في نهاية عام 2017، أفادت شركة الأهواء للتأجير أنها تمتلك 244 طائرة من طراز إيرباص وبوينج وإمبراير وإيه تي آر ، والتي تؤجرها لأكثر من 91 شركة طيران في 55 دولة في كل منطقة جغرافية رئيسية في العالم.
توفر شركة الأهواء للتأجير  لشركات الطيران عقود إيجار تشغيلية صافية، والتي تتطلب من المستأجر دفع تكاليف الصيانة والتأمين والضرائب وجميع مصاريف تشغيل الطائرات الأخرى خلال مدة الإيجار.
اعتبارًا من أغسطس 2018, شركة الأهواء للتأجير تمتلك 271 طائرة شراعية, 38.9%    من أصل  391  موديل Boeing 737-800s,   تحت الطلب.